# 镇桥镇
镇桥镇，是中华人民共和国江西省景德镇市乐平市下辖的一个乡镇级行政单位。

## 行政区划
镇桥镇下辖以下地区：
镇源社区、坑口村、塘湖村、孙家村、古塘村、墩上村、徐家村、新乐村、百乐村、浒崦村、神溪村、蔡家村、乐安村、护里村、库前村、吊钟村、杨畈村、金山村、金喜村、坑畔村、镇桥社区和大甲村。